# ゲオルギオス・パパシデリス
ゲオルギオス・パパシデリス（Georgios Saranti Papasideris、希: Γεώργιος Σαράντη Παπασιδέρης、1875年 - 1920年）は、ギリシャの陸上競技選手、重量挙げ選手である。彼は、1896年に開催されたアテネオリンピックに出場して、砲丸投で3位となった。

## 経歴
ゲオルギオス・パパシデリスは、アッティカ県コロピで1875年に生まれた。
彼は1896年に自国で開催されたアテネオリンピックに、陸上競技と重量挙げの選手として参加した。砲丸投では10.36メートルの記録で3位に入り、円盤投では5位から9位の間の順位だった。
重量挙げでは両手ジャーク競技に出場し、ドイツ代表のカール・シューマンと並んで4位に入った。パパシデリスとシューマンは、2人とも90.0キロを記録した。 